# 氯甲烷
一氯甲烷又稱甲基氯，無色、可燃、有毒氣體，屬有機鹵化物。分子式是CH3Cl，分子量是50.49。尽管很少出现在消费品中，氯甲烷是工业化学中的重要试剂。

## 制备
氯甲烷可通过盐酸或氯化氢和甲醇的反应来商业生产：
CH3OH + HCl  →  CH3Cl + H2O
少量的氯甲烷可以通过高温下甲烷和氯气反应而成。不过，这个方法也会产生二氯甲烷、氯仿和四氯化碳。因此，通常仅在也需要这些副产物时才会使用这个方法。甲烷氯化法也会产生氯化氢，这带来了处理问题。

## 理化性质
- 沸点：-24 °C（760mmHg）
- 液体比重（D2O）：0.95
- 溶解度：（水中，25 °C）：0.95
- 爆炸极限（空气中V﹪）：8.1-17.2
- 最高允许浓度：5 mg/m3

## 用途
主要用于生产甲基氯硅烷、聚矽酮、四甲基铅(汽油抗爆劑)、甲基纖維素。少量用于生产季铵化合物、农药，在异丁橡胶生产过程中做溶剂。

## 外部連結
- 国际化学品安全卡0419
- NIOSH Pocket Guide to Chemical Hazards. . NIOSH.
- Data sheet at inchem.org
- Toxicological information （页面存档备份，存于）
- Information about chloromethane
- Concise International Chemical Assessment Document 28 on chloromethane （页面存档备份，存于）
- IARC Summaries & Evaluations Vol. 71 (1999) （页面存档备份，存于）